# Abraham Bradley King
Sir Abraham Bradley King, 1. Baronet (* 31. März 1774; † 27. Februar 1838 in County Dublin) war Ratsherr von Dublin und bekleidete von 1812 bis 1813 sowie erneut von 1820 bis 1821 das Amt des Oberbürgermeisters der Stadt (Lord Mayor of Dublin).
Abraham Bradley King wurde am 31. März 1774 als zweiter Sohn von James King und Elizabeth Bradley geboren. Im Jahr 1801 war er Sheriff of Dublin. Am 30. Januar 1805 wurde er zum Ratsherrn von Dublin gewählt. Als solcher übte er von 1812 bis 1813 sowie erneut von 1821 bis 1822 das Amt des Oberbürgermeisters der Stadt aus. Am 6. November 1821 wurde ihm von König Georg IV. der erbliche Adelstitel eines Baronet, of Corrard in the County of Fermanagh, verliehen.
King war seit 1793 mit Anne Oulton verheiratet. Aus der Ehe gingen zwei Söhne und sechs Töchter hervor, darunter sein Titelerbe Sir James Walker King, 2. Baronet (1796–1874). Er starb 1838 im Alter von 63 Jahren.